# Alaa Salah
Alaa Salah (tiếng Ả Rập: آلاء صلاح, Sudan: [aːˈlaːʔ sˤɑˈlaːħ]; sinh 1996/1997) là một sinh viên người Sudan và người biểu tình chống chính phủ. Cô đã thu hút sự chú ý từ một bức ảnh cô chụp bởi Lana Haroun đã gây sốt vào tháng 4 năm 2019. Hình ảnh của Salah đã được mệnh danh là "Người phụ nữ mặc áo trắng" hay "Lady Liberty" của Sudan.

## Cuộc sống ban đầu và giáo dục
Alaa Salah sinh năm 1996 hoặc 1997. Mẹ cô là một nhà thiết kế thời trang và cha cô làm việc trong ngành xây dựng. Cô học ngành kỹ thuật và kiến trúc tại Đại học Quốc tế Sudan ở Khartoum.

## Cuộc biểu tình của Sudan
Kể từ tháng 12 năm 2018, một loạt các cuộc biểu tình phản đối Tổng thống Omar al-Bashir đã diễn ra, yêu cầu cải cách kinh tế và từ chức của tổng thống. Một tình trạng khẩn cấp đã được tuyên bố vào tháng 2 năm 2019 do các cuộc biểu tình. Ngày 6 và 7 tháng 4 chứng kiến các cuộc biểu tình lớn nhất kể từ khi tuyên bố tình trạng khẩn cấp. Trong các cuộc biểu tình tiếp tục, quân đội đã được nhìn thấy bảo vệ người biểu tình khỏi lực lượng an ninh vào ngày 10 tháng 4. Cuối cùng, các cuộc biểu tình đã dẫn đến việc quân đội loại bỏ al-Bashir khỏi quyền lực, thành lập một hội đồng chuyển tiếp ở vị trí của ông do Ahmed Awad Ibn Auf lãnh đạo, nhưng những người biểu tình, bao gồm cả Salah, tuyên bố đó chỉ là một sự thay đổi lãnh đạo trong cùng chế độ và yêu cầu một hội đồng chuyển tiếp dân sự.

## Ảnh chụp
Khi cuộc biểu tình tiếp tục, vào ngày 8 tháng 4 Lana Haroun mất một hình ảnh của một người phụ nữ ban đầu giấu tên mặc một màu trắng thoub đứng trên một chiếc xe, người đã nói chuyện với và hát với người phụ nữ khác xung quanh cô trong một ngồi ở gần trụ sở quân đội và dinh tổng thống. Hình ảnh được chia sẻ rộng rãi trên phương tiện truyền thông xã hội và thu hút sự chú ý của truyền thông quốc tế. Hình ảnh đã được mô tả là biểu tượng cho vai trò quan trọng của phụ nữ trong sự thành công của các cuộc biểu tình, vì đại đa số người biểu tình, gần 70%, là phụ nữ.
Áo choàng trắng Salah, một Sudan truyền thống thoub, nhớ lại chiếc váy của người biểu tình Sudan nữ chống lại chế độ độc tài trước đây, cũng như của những người biểu tình sinh viên được giới thiệu là "Kandakas" sau khi nữ hoàng Nubian cổ đại. tai vàng của cô là trang phục cưới truyền thống nữ tính. Các nhà bình luận gọi tư thế là "hình ảnh của cuộc cách mạng". Hala Al-Karib, một nhà hoạt động vì quyền của phụ nữ Sudan nói: "Đó là biểu tượng của một phụ nữ làm việc - một phụ nữ Sudan có khả năng làm bất cứ điều gì nhưng vẫn đánh giá cao văn hóa của cô ấy." 